# Kelley Hannett
Kelley Hannett é uma jogadora de para-golbol canadiana. Como membro da selecção nacional feminina de golbol do Canadá, Hannett ganhou a medalha de ouro nos Jogos Paralímpicos de Verão de 2004.